# ۶۸۱ (قمری)
۶۸۱ (قمری)، ششصد و هشتاد و یکمین سال در گاهشماری هجری قمری است. اول محرم این سال برابر با یازدهم آوریل سال ۱۲۸۲ میلادی است.

## درگذشتگان
- 26 رجب - ابن خلکان: دانشمند عراقی.